# Мессенджер (АМС)
«Мессенджер» (англ. MErcury Surface, Space ENvironment, GEochemistry and Ranging — MESSENGER) — американская автоматическая межпланетная станция (АМС) для исследования Меркурия. Запущена 3 августа 2004 года со станции ВВС США на мысе Канаверал с помощью ракеты-носителя «Дельта» 7925H-9.5. 18 марта 2011 года в 01:10 UTC станция благополучно вышла на орбиту Меркурия. Полёт завершился 30 апреля 2015 года, когда станция упала на Меркурий.

## Задачи полёта
Меркурий является одним из самых малоизученных объектов Солнечной системы. До «Мессенджера» его исследовал только один космический аппарат — «Маринер-10», 3 раза пролетевший около планеты в 1974—1975 годах. Было заснято менее половины поверхности Меркурия, отсутствовали данные о химическом составе, строении планеты и многом другом. Для заполнения этих пробелов НАСА была организована миссия «Мессенджер». После принятия решения о продлении срока службы аппарата на год (изначально он должен был завершить работу 17 марта 2012 года) в задачи полёта также было включено изучение воздействия увеличения солнечной активности на Меркурий в ходе начала нового солнечного цикла.

## Конструкция аппарата
Стартовая масса АМС «Мессенджер» — около 1100 кг, причём почти 600 кг (более половины всей массы) — топливо. Корпус аппарата был изготовлен из углепластика и имеет размеры 1,42×1,85×1,27 м. Из-за значительной мощности солнечного излучения у орбиты Меркурия (в 11 раз выше, чем у Земли) были предприняты специальные меры для обеспечения приемлемого теплового режима КА. Обращённая к Солнцу сторона аппарата была прикрыта солнцезащитным экраном размером 2,5×2 м, сам корпус укутан в многослойную теплоизоляцию, а для отвода тепла от корпуса КА предусмотрены радиаторы и тепловые трубы. Источником энергии для станции служили две односторонние поворотные панели солнечных батарей (СБ) размером 1,5×1,65 м с фотоэлементами на арсениде галлия. Они могли вырабатывать более 2 кВт, но аппарату было достаточно всего 385—485 Вт на стадии перелёта и 640 Вт при работе на орбите, поэтому СБ ориентировали под разными углами. Более того, 67 % площади панелей — это небольшие зеркала, которые отражали большую часть солнечных лучей и не давали панели перегреться.

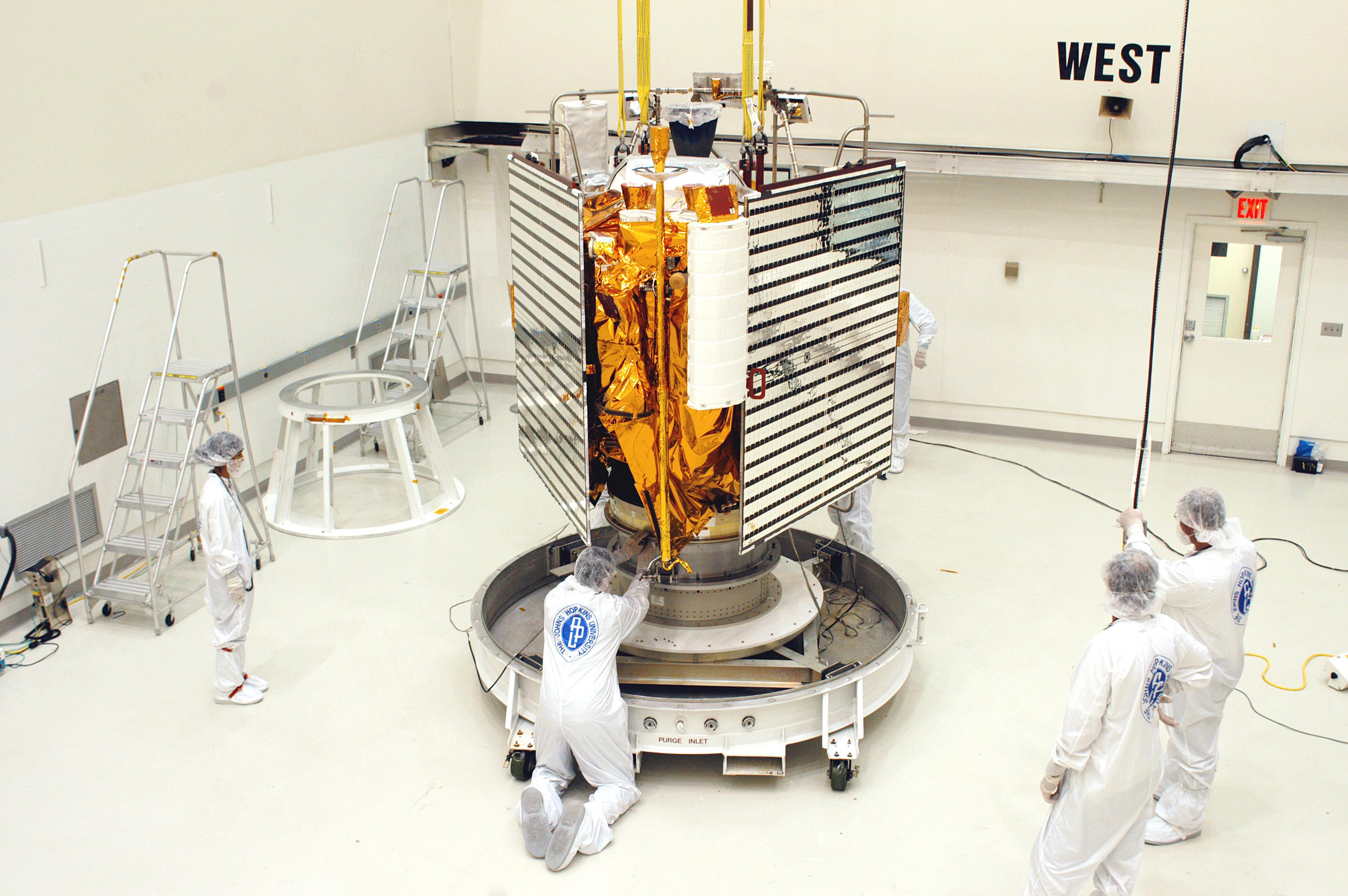
Сборка аппарата

 Двигательная установка станции включает в себя двухкомпонентный маршевый двигатель с тягой 68 кгс для больших манёвров и 16 малых однокомпонентных ЖРД. Горючее (гидразин) и окислитель (тетраоксид диазота) хранились в трёх титановых баках диаметром 56 см и длиной 104 см; гелий, находящийся под высоким давлением, обеспечивал их подачу в двигатели. В систему связи аппарата входили две антенны высокого усиления HGA типа «фазированная решётка», а также две веерные антенны среднего усиления MGA и четыре антенны низкого усиления LGA. Все антенны были закреплены неподвижно, что повышало их надёжность; при этом сигналы фазированных решёток (впервые использовалось в «дальнем космосе») могли быть направлены под углом до 45° к оси самой антенны. 11-ваттный передатчик обеспечивал передачу данных с борта на Землю в диапазоне X со скоростью от 9,9 бит/с до 104 кбит/с. Команды с Земли на борт шли со скоростью от 7,8 до 500 бит/с. Ориентация осуществлялась с помощью двух звёздных датчиков, а также четырёх гироскопов и четырёх акселерометров, входящих в состав инерциального измерительного блока IMU (Inertial Measurement Unit). «Мозгом» аппарата являлись 2 модуля интегрированной электроники IEM (основной и резервный), каждый из них имел главный процессор RAD6000 (25 МГц) и аналогичный процессор для защиты от сбоев (10 МГц). В состав каждого IEM также входило твердотельное запоминающее устройство с памятью до 1 Гбайт.

## Научная аппаратура
В состав научной аппаратуры АМС входили:
1. Двухрежимная камера MDIS (Mercury Dual Imaging System) была предназначена для топографической съёмки и детального исследования ландшафта Меркурия; состояла из широкоугольной и узкоугольной мультиспектральных камер. Широкоугольная камера имела поле обзора 10,5° и 12 различных фильтров для наблюдения в диапазонах спектра от 400 до 1100 нм. Узкоугольная камера с полем обзора 1,5° для получения детального чёрно-белого изображения поверхности планеты.
2. Рентгеновский спектрометр XRS (X-Ray Spectrometer), предназначенный для определения элементного состава тонкого (1 мм) верхнего слоя поверхности Меркурия с разрешением от 200 до 1000 км. Он регистрировал рентгеновское излучение с энергией в пределах от 1 до 10 кэВ, где находились спектральные линии магния, алюминия, кремния, серы, кальция, титана и железа, а также солнечное рентгеновское и гамма-излучение.
3. Гамма-спектрометр и нейтронный спектрометр GRNS (Gamma-Ray and Neutron Spectrometer), предназначенный для регистрации нейтронов и гамма-лучей от элементов на поверхности Меркурия, испускаемых под воздействием космического излучения, а также естественного излучения радиоактивных элементов. Прибор применялся для картографирования поверхности планеты с целью определения элементного состава её коры, и в частности — обнаружения полярных льдов.
4. Спектрометр энергичных частиц и плазмы EPPS (Energetic Particle and Plasma Spectrometer), предназначенный для изучения состава, распределения и энергии заряженных частиц в магнитосфере Меркурия. Состоял из спектрометра заряженных частиц EPS и высокоскоростного плазменного спектрометра FIPS.
5. Спектрометр для исследования состава атмосферы и поверхности MASCS (Mercury Atmospheric and Surface Composition Spectrometer), предназначенный для определения состава верхней атмосферы и поверхности Меркурия. Он включал в себя два спектрометра: видимого и УФ-диапазона и видимого и ИК-диапазона.
6. Лазерный высотомер MLA (Mercury Laser Altimeter), предназначенный для высокоточной топографической съёмки поверхности Меркурия.
7. Трёхкомпонентный магнитометр MAG, предназначенный для исследования магнитных аномалий на поверхности Меркурия, а также для изучения структуры и динамики его магнитного поля.

## Полёт к Меркурию

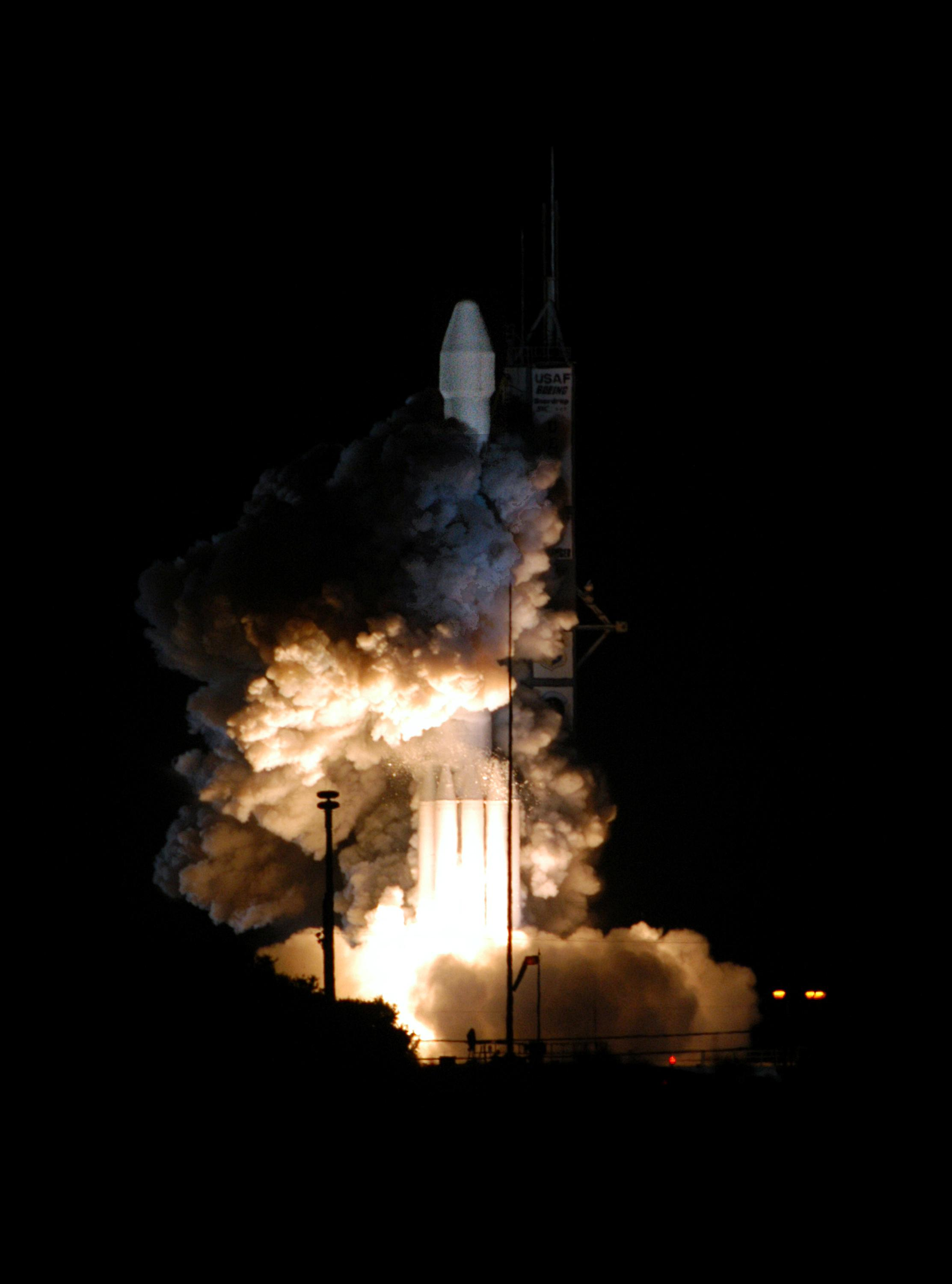
Запуск «Мессенджера» 3 августа 2004 года

Траектория «Мессенджера»

Меркурий является одним из самых труднодостижимых объектов Солнечной системы: чтобы перебраться с околоземной на околомеркурианскую орбиту, нужно погасить значительную часть орбитальной скорости Земли, которая составляет примерно 30 км/с. Ввиду отсутствия космических аппаратов, способных на прямой перелёт к Меркурию, обычно применяется сложная стратегия из многочисленных гравитационных манёвров.
Траектория «Мессенджера» предусматривала 6 таких манёвров: 2 августа 2005 года аппарат прошёл на высоте 2347 км от поверхности Земли, 24 октября 2006 года состоялся пролёт около Венеры с минимальной высотой 2992 км, 5 июня 2007 года «Мессенджер» ещё раз пролетел вблизи Венеры по верхней границе облаков на высоте 338 км от поверхности планеты.
Во время первого пролёта около Венеры не было запланировано никакой программы научных исследований, потому что Венера и Солнце находились в верхнем соединении. Во время своего второго пролёта около Венеры «Мессенджер» сделал серию из 50 снимков удаляющейся планеты: первый — находясь на расстоянии 60,6 тыс. км от планеты, последний — на расстоянии 89,3 тыс. км. В течение второго пролёта Венеры «Мессенджер» также провёл совместные работы по изучению поверхности Венеры с европейским космическим аппаратом «Венера-экспресс». Кроме возможности сравнения данных полученных двумя КА, находящимися на разных траекториях и обладающими разными исследовательскими инструментами, эта работа стала для «Мессенджера» проверкой функционирования его научного оборудования.

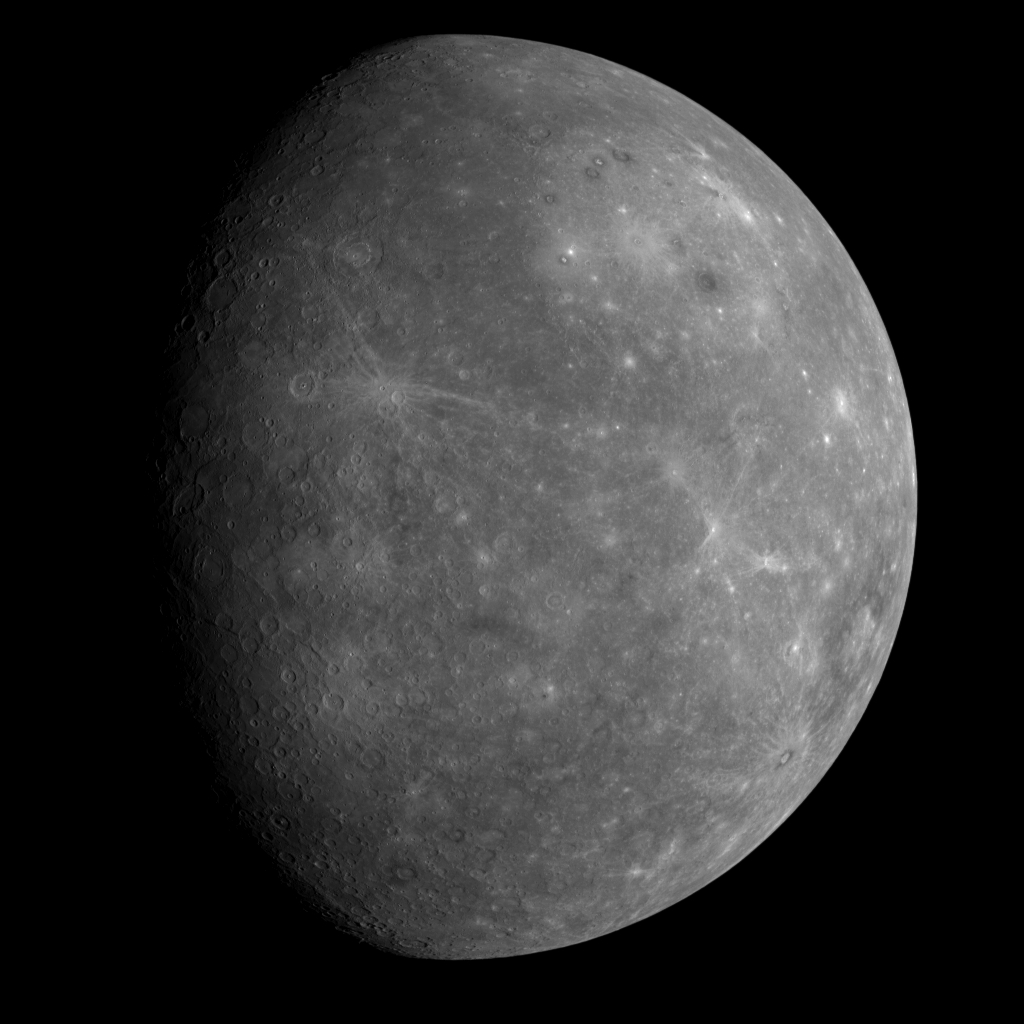
Фото Меркурия, переданное аппаратом «Мессенджер» в 2008 г. с дистанции 27 тыс. км. Эта часть Меркурия ранее никогда не фотографировалась космическим аппаратом.

14 января в 19:04 UTC, 6 октября 2008 года и 30 сентября 2009 года «Мессенджер» осуществил пролёты вблизи Меркурия и 18 марта 2011 года вышел на высокоэллиптическую полярную орбиту вокруг самой близкой к Солнцу планеты. Наименьшая высота в перицентре составила 200 км. Аппарат должен был проработать на орбите Меркурия двое меркурианских суток, то есть немногим меньше земного года.
14 января 2008 года «Мессенджер» совершил первый пролёт около Меркурия (минимальное расстояние — 200 км), передав подробные снимки поверхности.
6 октября 2008 года зонд «Мессенджер» совершил второй пролёт в непосредственной близости от Меркурия. В ходе пролёта были получены снимки Меркурия, на которых обнаружились непонятные области тёмного вещества, обильно разбросанные по его поверхности. Они намного темнее фона и, судя по всему, представляют собой «выбоины», оставленные метеоритными ударами. Однако не все кратеры даже одинаковой глубины демонстрируют на дне материал одинаковой структуры — это говорит о том, что распределение вещества под поверхностью планеты неоднородно.
Состав этой тёмной породы неизвестен. Возможно, она содержит тёмный минерал наподобие ильменита, состоящего из железа и титана и весьма распространённого не только на Земле, но и на Луне. Может она быть и кремниевой с включениями железа.
Кроме того, в ходе второго пролёта зонд тщательно промерил меркурианский ландшафт и показал, что по высоте он в той области, которая была исследована, остаётся удивительно постоянным. Эта область (западное полушарие, окрестности экватора) на 30 % более ровная, чем противоположная. В коре Меркурия обнаружен резкий перепад высотой целых 600 м, который может быть «шрамом», оставленным на планете в результате её сжимания в период быстрого остывания.
29 сентября 2009 года «Мессенджер» совершил третий пролёт около Меркурия. В 21:55 UTC аппарат прошёл на расстоянии 228 км от поверхности планеты.
17 марта 2011 года «Мессенджер» выполнил манёвр торможения и начал выходить на орбиту вокруг Меркурия.
18 марта в 4 утра по московскому времени «Мессенджер» завершил торможение и перешёл на орбиту вокруг Меркурия. Программа исследований включала поиск воды на планете, а также выяснение того, почему ядро планеты занимает более 70 % её объёма.
29 марта зонд передал первые снимки поверхности планеты со своей постоянной орбиты. За шесть часов было передано 363 изображения. Всего планировалось сделать порядка 75 000 фотографий.

## Завершение работы
Из-за влияния притяжения Солнца орбита любого спутника Меркурия довольно быстро меняется. В конце 2014 года на «Мессенджере» закончилось топливо, что сделало невозможной коррекцию орбиты. Постепенно перицентр стал смещаться всё ниже к поверхности Меркурия. 30 апреля 2015 года «Мессенджер» завершил свою миссию, разбившись о поверхность планеты. Предполагается, что место падения находится в точке 54,4° N 149,9° W, около кратера Яначек. Сам момент падения не наблюдался с Земли, так как аппарат упал на ту сторону Меркурия, которая в это время была с Земли не видна.

## Результаты

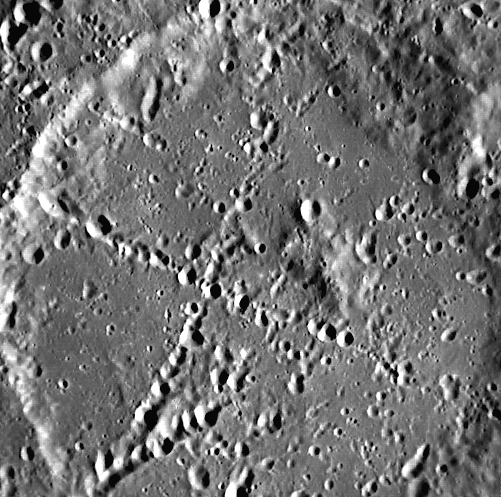
Фото кратера Стивенсон.

За время работы аппарата было получено более 277 тысяч снимков, в том числе изображение областей, которые не фотографировались ранее. Были обнаружены длинные уступы, необычные борозды и многие другие особенности.
Анализ солнечных вспышек с нейтронного детектора зонда показал наличие высокоэнергетических нейтронов, которые не могут наблюдаться на орбите Земли из-за их малого времени жизни.
Анализ магнитосферы Меркурия во время январского и октябрьского пролётов позволил сделать вывод о сильном взаимодействии между магнитными полями планеты и солнечным ветром.

### «Семейный портрет»
18 февраля 2011 года на сайте миссии был опубликован «семейный портрет» планет Солнечной системы, представляющий собой коллаж из 34 фотографий, полученных «Мессенджером» в ноябре 2010 года. Из-за большого расстояния не видны только Нептун и Уран. Коллаж является своеобразным дополнением к семейному портрету, сделанному «Вояджером» 14 февраля 1990 года.